# Eufriesea superba
Eufriesea superba là một loài Hymenoptera trong họ Apidae. Loài này được Hoffmannsegg mô tả khoa học năm 1817.